# Akram Tillawi
Akram Tillawi  (en arabe,  أكرم تلاوي ; en hébreu,  אכרם תלאווי  ; autre orthographe Akram Telawe, cette dernière utilisée en Italie) est un acteur de théâtre, de cinéma et de télévision et metteur en scène arabe israélien.  Il est né au milieu des années 1960 à Tayibe, dans la région du Triangle en Israël et vit en Italie.

## Biographie
Akram Tillawi sort diplômé en 1987 du Nissan Nativ Acting Studio de Tel Aviv. Il vit en Italie avec sa femme Giuliana Mettini, chanteuse lyrique, et leur famille.

## Filmographie
Cinéma
- 2009 : Pink Subaru de Kazuya Ogawa : Elzober (comme Akram Telawe)
- 1993 : Ha-Chayim Al-Pi Agfa (La Vie selon Agfa) d’Assi Dayan : Samir
- 1986 :  Nadia d’Amnon Rubinstein : Amin (comme Abram Talawi)[1]

Télévision
- 2006 : Butta la luna (mini-série)  de Vittorio Sindoni : Iman
- 2003 : Il papa buono (Le bon pape) de Ricky Tognazzi (sur Jean XXIII)
- 2000 : La squadra (série policière) : Nidal
- 1998 : Makaad fi al-hadika de Muhammad Ali Adeeb (mini-série) : Porte-parole du rebelle
- 1997 : Die Entführung aus dem Serail (L'Enlèvement au sérail) d’Alexandre Tarta : Bassa Selim (également chorégraphe)